# Bettange
Pour les articles homonymes, voir Bettange-sur-Mess.
Bettange est une commune française située dans le département de la Moselle, en région Grand Est.

## Géographie
|           | Holling  |            |
| Gomelange | Bettange | Valmunster |
|           | Éblange  | Ottonville |

### Hydrographie
La commune est située dans le bassin versant du Rhin au sein du bassin Rhin-Meuse. Elle est drainée par la Nied et le ruisseau de Bettange.
La Nied, d'une longueur totale de 96,7 km, prend sa source dans la commune de Marthille, traverse 47 communes françaises, puis poursuit son cours en Allemagne où elle se jette dans la Sarre.

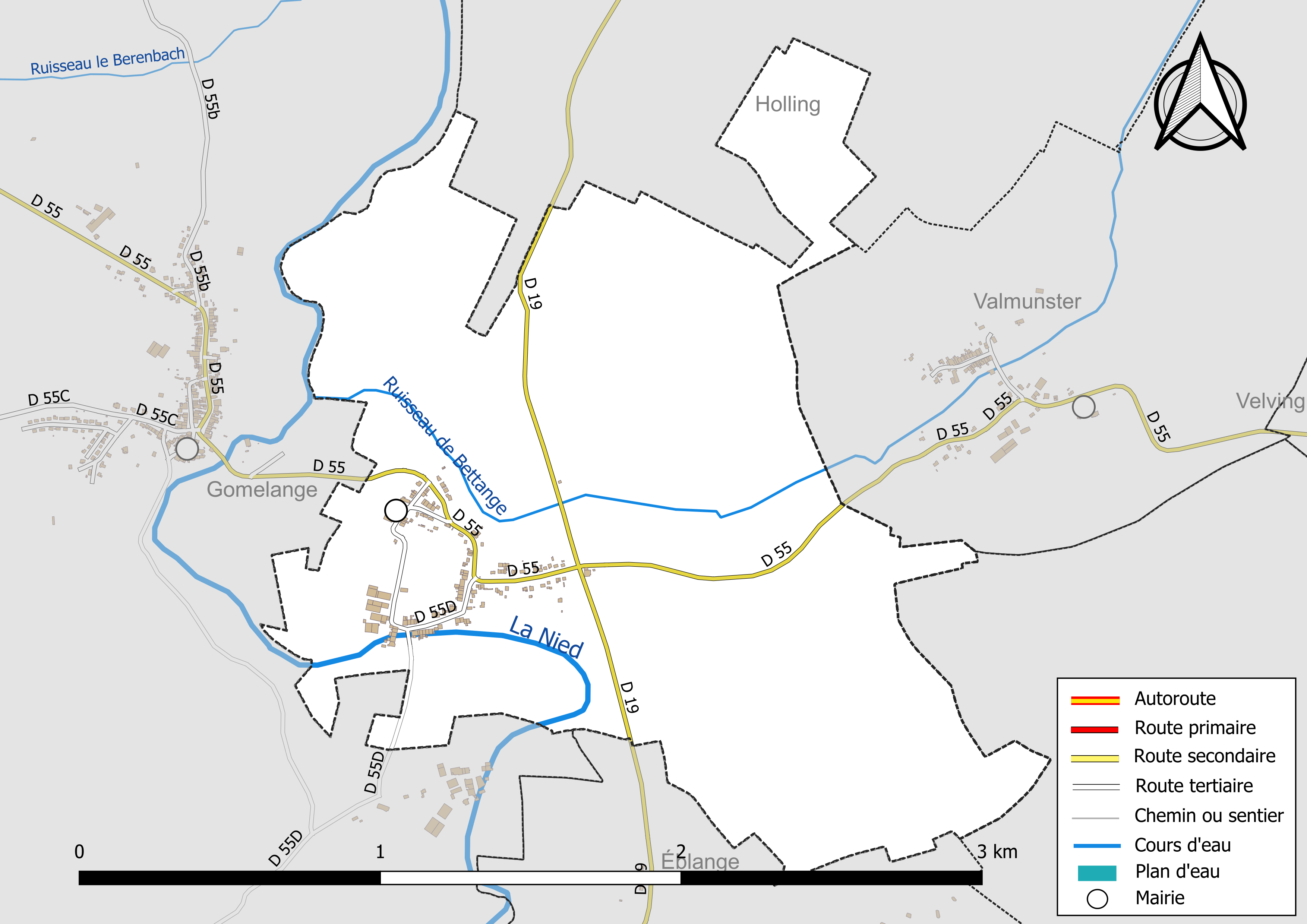
Réseaux hydrographique et routier de Bettange.

La qualité des eaux des principaux cours d’eau de la commune, notamment de la Nied, peut être consultée sur un site spécial géré par les agences de l’eau et l’Agence française pour la biodiversité.

### Climat
Pour des articles plus généraux, voir Climat du Grand Est et Climat de la Moselle.
En 2010, le climat de la commune est de type climat océanique dégradé des plaines du Centre et du Nord, selon une étude du Centre national de la recherche scientifique s'appuyant sur une série de données couvrant la période 1971-2000. En 2020, Météo-France publie une typologie des climats de la France métropolitaine dans laquelle la commune est exposée à un climat semi-continental et est dans la région climatique  Lorraine, plateau de Langres, Morvan, caractérisée par un hiver rude (1,5 °C), des vents modérés et des brouillards fréquents en automne et hiver. 
Pour la période 1971-2000, la température annuelle moyenne est de 9,8 °C, avec une amplitude thermique annuelle de 16,8 °C. Le cumul annuel moyen de précipitations est de 784 mm, avec 11,7 jours de précipitations en janvier et 9,1 jours en juillet. Pour la période 1991-2020, la température moyenne annuelle observée sur la station météorologique de Météo-France la plus proche, « Malancourt », sur la commune d'Amnéville à 25 km à vol d'oiseau, est de 10,2 °C et le cumul annuel moyen de précipitations est de 884,1 mm. 
La température maximale relevée sur cette station est de 39,3 °C, atteinte le 25 juillet 2019 ; la température minimale est de −17,9 °C, atteinte le 5 janvier 1985,,. 
Les paramètres climatiques de la commune ont été estimés pour le milieu du siècle (2041-2070) selon différents scénarios d'émission de gaz à effet de serre à partir des nouvelles projections climatiques de référence DRIAS-2020. Ils sont consultables sur un site spécial publié par Météo-France en novembre 2022.

## Urbanisme

### Typologie
Au 1er janvier 2024, Bettange est catégorisée commune rurale à habitat dispersé, selon la nouvelle grille communale de densité à sept niveaux définie par l'Insee en 2022.
Elle est située hors unité urbaine et hors attraction des villes,.

### Occupation des sols
L'occupation des sols de la commune, telle qu'elle ressort de la base de données européenne d’occupation biophysique des sols Corine Land Cover (CLC), est marquée par l'importance des territoires agricoles (91,2 % en 2018), une proportion sensiblement équivalente à celle de 1990 (90,9 %). La répartition détaillée en 2018 est la suivante : 
terres arables (65,7 %), prairies (25,5 %), zones urbanisées (8,8 %). L'évolution de l’occupation des sols de la commune et de ses infrastructures peut être observée sur les différentes représentations cartographiques du territoire : la carte de Cassini (XVIIIe siècle), la carte d'état-major (1820-1866) et les cartes ou photos aériennes de l'IGN pour la période actuelle (1950 à aujourd'hui).

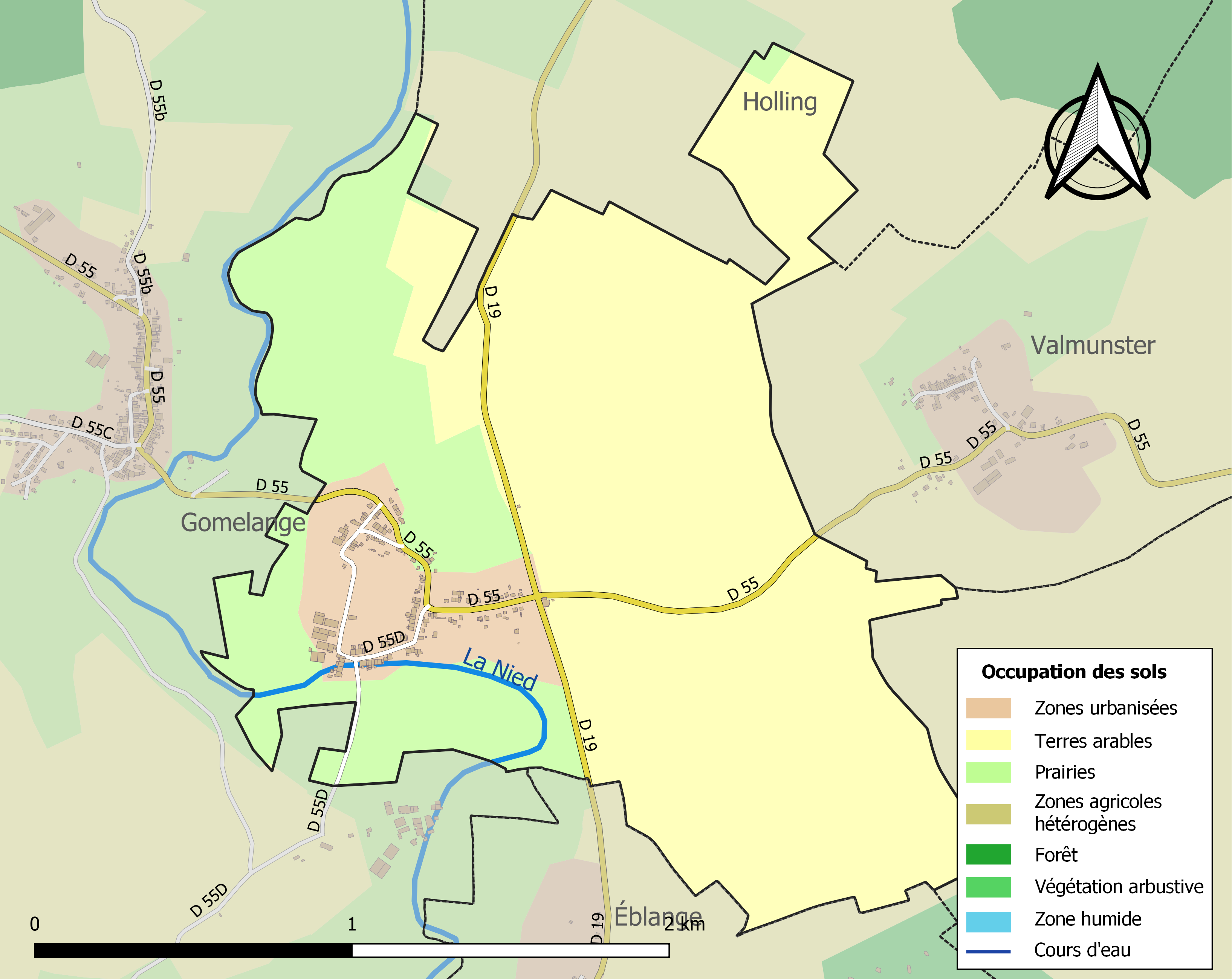
Carte des infrastructures et de l'occupation des sols de la commune en 2018 (CLC).

## Toponymie
- Betingia (1093), Bechtingen/Bechtinchen/Betinchen (1179), Bettinga (1312), Baitanges (1369), Bettingen (1594 et 1697), Bettange (1793), Bettingen (1871-1918 et 1940-1944).
- En francique mosellan : Bétting et Betténgen.
- Durant le XIXe siècle, Bettange était également connu au niveau postal sous l'alias de Bettingen[14].

## Histoire
- Village de la seigneurie de Berus dans le duché de Lorraine.
- Dépendait de l'abbaye de Bouzonville à partir du XIIIe siècle ; en 1472 la commune fut partagée entre les seigneurs d'Eltz et les seigneurs de Koeler.
- Les templiers allemands y possédaient des biens.
- Guirlange (Gerildinges au XIIe siècle) annexe de la paroisse de Bettange, rattachée juridiquement à la commune de Gomelange, était partagée entre les abbés de Saint-Nabor, de Villers-Bettnach et les chevaliers teutoniques dont les armes figurent au blason de la commune. En 1836, elle a compté jusqu'à 159 habitants.

## Politique et administration
| Période                                  | Période  | Identité         | Étiquette | Qualité |
| ---------------------------------------- | -------- | ---------------- | --------- | ------- |
| mars 1989                                | En cours | Jean-Michel Oget |           |         |
| Les données manquantes sont à compléter. |          |                  |           |         |

## Démographie
La commune est située dans le bassin de vie de la Moselle-est.
L'évolution du nombre d'habitants est connue à travers les recensements de la population effectués dans la commune depuis 1793. Pour les communes de moins de 10 000 habitants, une enquête de recensement portant sur toute la population est réalisée tous les cinq ans, les populations de référence des années intermédiaires étant quant à elles estimées par interpolation ou extrapolation. Pour la commune, le premier recensement exhaustif entrant dans le cadre du nouveau dispositif a été réalisé en 2007.

En 2022, la commune comptait 244 habitants, en évolution de +2,09 % par rapport à 2016 (Moselle : +0,52 %, France hors Mayotte : +2,11 %).
| 1793 | 1800 | 1806 | 1821 | 1836 | 1841 | 1861 | 1866 | 1871 |
| ---- | ---- | ---- | ---- | ---- | ---- | ---- | ---- | ---- |
| 221  | 215  | 227  | 217  | 247  | 225  | 216  | 230  | 230  |

| 1875 | 1880 | 1885 | 1890 | 1895 | 1900 | 1905 | 1910 | 1921 |
| ---- | ---- | ---- | ---- | ---- | ---- | ---- | ---- | ---- |
| 241  | 248  | 224  | 219  | 204  | 191  | 195  | 191  | 177  |

| 1926 | 1931 | 1936 | 1946 | 1954 | 1962 | 1968 | 1975 | 1982 |
| ---- | ---- | ---- | ---- | ---- | ---- | ---- | ---- | ---- |
| 158  | 170  | 188  | 160  | 143  | 165  | 155  | 172  | 181  |

| 1990 | 1999 | 2006 | 2007 | 2012 | 2017 | 2022 | - | - |
| ---- | ---- | ---- | ---- | ---- | ---- | ---- | - | - |
| 185  | 178  | 206  | 210  | 221  | 242  | 244  | - | - |

## Culture locale et patrimoine

### Lieux et monuments
- « Arbre de la Liberté », un orme de 1593 devant l'église.
- Église Saints-Pierre-et-Paul construite en 1864 : chœur XVe siècle, grande armoire eucharistique avec oculus XVe siècle.

## Pour approfondir